# 글로벌 전투 항공 프로그램

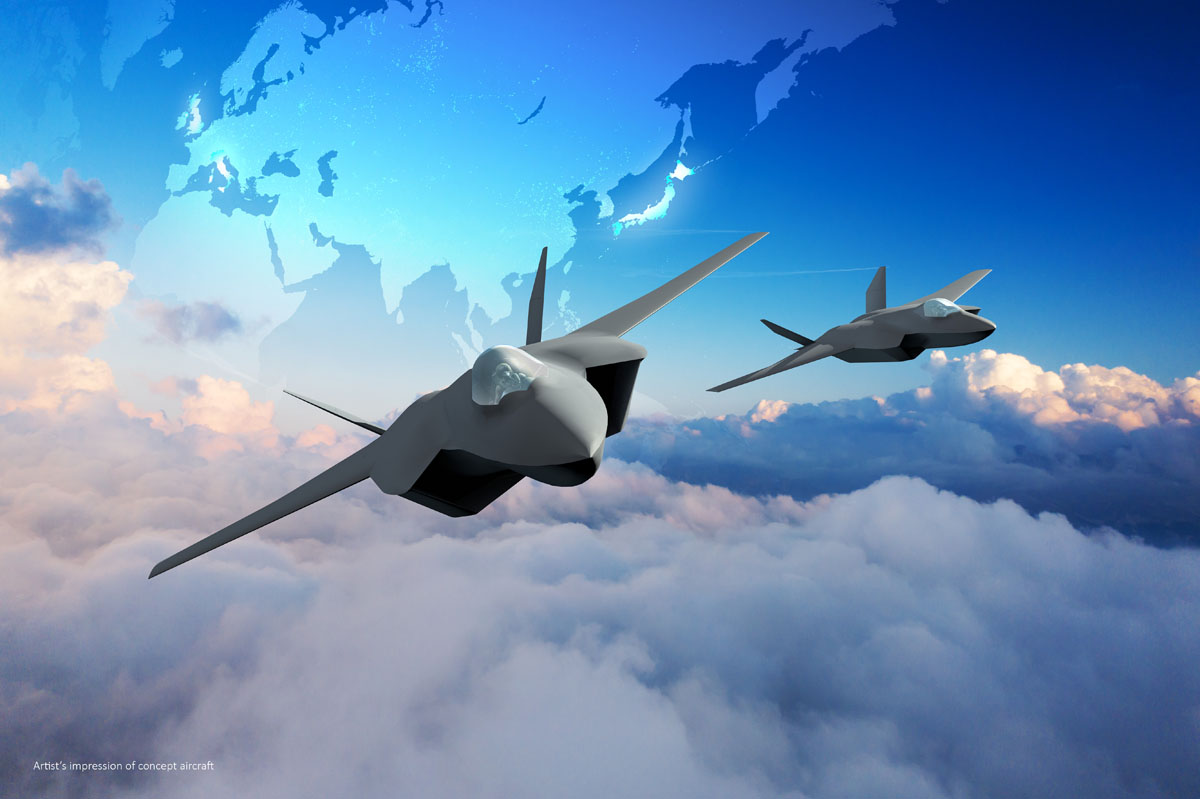
글로벌 전투 항공 프로그램의 이미지

글로벌 전투 항공 프로그램(Global Combat Air Program, GCAP)는 6세대 스텔스기를 공동 개발하기 위해 영국, 일본, 이탈리아가 주도하는 다국적 계획이다. 이 프로그램은 영국 왕립 공군(RAF)과 이탈리아 공군에서 운용 중인 유로파이터 타이푼(Eurofighter Typhoon)과 일본 항공자위대에서 운용 중인 미쓰비시 F-2를 대체하는 것을 목표로 하고 있다.
2022년 12월 9일, 일본, 영국, 이탈리아 정부는 이전에 별도의 6세대 프로젝트를 통합하여 공통 전투기를 개발 및 배치할 것이라고 공동 발표했다. 여기에는 이탈리아와 함께 개발한 영국 주도의 BAE 시스템스 템페스트와 일본의 미츠비시 F-X가 있다. 이는 2023년 12월 일본에서 체결된 조약으로 더욱 굳어졌다.
전 세계적으로 약 9,000명이 이 프로그램에 참여하고 있으며, 3개 파트너 국가에서 1,000개 이상의 공급업체가 참여하고 있다. 600개의 공급업체는 영국에 기반을 두고 있으며, 400개는 이탈리아와 일본에 기반을 두고 있다. BAE 시스템에만 1,000명의 견습생과 졸업생이 GCAP에 참여하고 있다.
현재 일정에 따르면 이 프로그램은 2025년부터 공식 개발 단계를 시작하여 2027년에 실증 항공기가 비행하고 2035년부터 생산 항공기가 운항을 시작할 것으로 예상된다.